# Iván Camus
Iván Camus Cáceres es un exjugador chileno de tenis. En su carrera consiguió dos títulos challengers, los dos en dobles, modalidad en la que consiguió ser 144.º del mundo. Se retiró en 1991.

## Títulos (2)

### Individuales (0)
| Leyenda                |
| Grand Slam (0)         |
| Tennis Masters Cup (0) |
| ATP Masters Series (0) |
| ATP Tour (0)           |
| Challengers (0)        |

### Dobles (2)
| Leyenda                |
| Grand Slam (0)         |
| Tennis Masters Cup (0) |
| ATP Masters Series (0) |
| ATP Tour (0)           |
| Challengers (2)        |

| N.º | Fecha               | Torneo          | Superficie    | Pareja              | Oponentes en la final                               | Resultado   |
| --- | ------------------- | --------------- | ------------- | ------------------- | --------------------------------------------------- | ----------- |
| 1.  | 19 de abril de 1982 | Napoli, Italia  | Tierra batida | Gabriel Urpi España | Guillermo Aubone Argentina / Fernando Maynetto Perú | 3-6 6-3 6-3 |
| 2.  | 13 de junio de 1983 | Brescia, Italia | Tierra batida | Raúl Viver Ecuador  | Dacio Campos Brasil / Eduardo Oncins Brasil         | 6-2 5-7 6-4 |